# Hocine
Zaourar Hocine (Birmendreïs, 18 dicembre 1952) è un fotografo algerino, vincitore del World Press Photo of the Year 1997.

## Biografia
Si dedica alla fotografia a partire dal 1971, successivamente si dedica anche al suo insegnamento. Ha lavorato per diverse agenzie. Il suo primo articolo è stato pubblicato su Afrique N° 1 nel 1979. In seguito ha lavorato come corrispondente per l'agenzia di stampa algerina Agence Presse Sipa dal 1987 al 1990, per Reuters dal 1990 al 1992 e per Agence France-Presse dal 1993.
Nel 1974, ha vinto il premio per la migliore fotografia della città di Algeri e il primo premio del Festival Internazionale di Angers nel 1997. Lo stesso anno, ha ricevuto il World Press Photo (per la categoria ritratto) con la foto Madonna di Bentalha. Questa foto, che ha scattato in qualità di fotografo per AFP all'indomani della strage di Bentalha, strage in cui l'esercito è rimasto stranamente immobile, sarà ripresa da 750 giornali in tutto il mondo. Tuttavia lo porterà ad avere gravi difficoltà con il governo algerino, che lo accusa di "dare un'immagine negativa del paese", la disputa termina con il ritiro della sua tessera giornalistica nel 2004.
Hocine ha effettuato servizi in vari paesi dell'Africa come Ruanda, Zaire, Somalia e Gaza ed ha tenuto diverse mostre dei propri lavori in Algeria e Turchia.